# L’Arc-en-Ciel
A L’Arc-en-Ciel (gyakran L’Arc~en~Ciel-ként stilizálva) egy japán visual kei rockegyüttestes, amely 1991-ben alakult Oszakában. A zenekar 2006 novemberéig több, mint 13 millió nagylemezt, 16 millió kislemezt és több millió ajándéktárgyat adott el. 2003-ban a HMV Japan az 58. helyre sorolta őket a 100 legjobb japán popelőadó listáján.

## Nevének eredete
Francia eredetű szó; magyarul szivárványt jelent.

## Tagjai

### L’Arc-en-Ciel
- hyde – ének, időnként ritmusgitár (1991–napjainkig)
- tetsuya – basszusgitár, háttérének (1991–napjainkig)
- ken – gitár, háttérének (1992–napjainkig)
- yukihiro – dobok, ütőhangszerek (1998–napjainkig)

Korábbi tagok
- HIRO – gitár (1991–1992)
- PERO – dobok (1991–1992)
- sakura – dobok, ütőhangszerek (1993–1997)

### P’unk-en-Ciel
- T.E.Z P’UNK – ének
- HYDE P’UNK – gitár, háttérének
- YUKI P’UNK – basszusgitár, háttérének
- KEN P’UNK – dobok

## Diszkográfia
Nagylemezek
- Dune (1993)
- Tierra (1994)
- Heavenly (1995)
- True (1996)
- Heart (1998)
- Ark (1999)
- Ray (1999)
- Real (2000)
- Smile (2004)
- Awake (2005)
- Kiss (2007)
- Butterfly (2012)